# دوره چهارم مجلس خبرگان رهبری
دورهٔ چهارم مجلس خبرگان رهبری یا خبرگان چهارم از ۱۳۸۵ آغاز به کار کرد. دوره‌های خبرگان ۸ ساله است که این دوره در پی ادغام با انتخابات مجلس، حدود یک سال تمدید شد و تا خرداد ۱۳۹۵ ادامه یافت.
انتخابات مجلس در ۲۴ آذر ۱۳۸۵ همراه انتخابات شوراهای شهر سوم برگزار شد.
این دوره ۸۶ نماینده داشت.

## هیئت رئیسه دوره چهارم مجلس خبرگان رهبری
هیئت رئیسه دوره چهارم (انتخابات: ۲۴ آذر ۱۳۸۵) شامل رئیس، دو نایب رئیس، دو منشی و دو کارپرداز (۱۵ اسفند صادق لاریجان۱۳۹۱):
- ی (از آغاز دوره) -> علی‌اکبر هاشمی رفسنجانی (از ۳ مرداد ۱۳۸۶) -> محمدرضا مهدوی کنی (از ۱۷ اسفند ۱۳۸۹) -> بی‌تصدی (از ۲۹ مهر ۱۳۹۳) -> محمد یزدی (از ۱۹ اسفند ۱۳۹۳)
- نایب‌رئیس اول: محمد مؤمن (از مرداد ۱۳۸۶) -> سید محمود هاشمی شاهرودی (از اسفند ۱۳۸۷)
- نایب‌رئیس دوم: محمود هاشمی شاهرودی (از مرداد ۱۳۸۶) -> محمد یزدی (از اسفند ۱۳۸۷) -> محمدعلی موحدی کرمانی
- منشی: سید احمد خاتمی
- منشی: قربان‌علی دری نجف‌آبادی
- کارپرداز اداری و مالی: حسن روحانی (از اسفند ۱۳۸۵) -> سید ابراهیم رئیسی (از اسفند ۱۳۸۷)[۳]
- کارپرداز: صادق لاریجانی -> سید هاشم حسینی بوشهری (از ۱۵ اسفند ۱۳۹۱)

## انتخابات هیئت رئیسه
علی مشکینی نخستین رئیس مجلس بود. با درگذشت وی اکبر هاشمی رفسنجانی جایگزین او شد. در سال ۱۳۸۹ محمدرضا مهدوی کنی با رای خبرگان جایگزین وی گردید. با درگذشت آیت‌الله مهدوی کنی با رای خبرگان محمد یزدی رئیس مجلس خبرگان شد.
طبق آیین‌نامهٔ خبرگان، انتخابات هیئت رئیسه هر برای مدت دو سال انجام می‌شود.

### انتخابات هیئت رئیسهٔ خبرگان رهبری (۱۳۸۵)
در سال ۱۳۸۵ و در نخستین نشست خبرگان علی مشکینی برای دو سال به ریاست مجلس خبرگان برگزیده شد.

### انتخابات هیئت رئیسهٔ خبرگان رهبری (۱۳۸۶)
پس از درگذشت آیت‌الله علی مشکینی در سال ۱۳۸۶، در ۱۳ شهریور ۱۳۸۶ هاشمی رفسنجانی را به ریاست خبرگان انتخاب کردند.
در این انتخابات که محمد یزدی و احمد جنتی و اکبر هاشمی رفسنجانی مطرح بودند، یزدی به نفع جنتی نامزد نشد.
بدین ترتیب انتخابات میان جنتی و هاشمی برگزار شد که پس از شمارش رای‌ها هاشمی رفسنجانی ۴۱ رأی و جنتی ۳۴ رأی به دست آورد گرچه یکی از اعضای مجلس خبرگان رهبری در اثر اشتباه دو رأی داد و برگزارکنندگان انتخابات برای جبران این اشتباه دو رأی از مجموع آرا (یکی از هاشمی و یکی از جنتی) را برای رعایت عدالت حذف کردند.
پس از پایان رأی‌گیری و تعیین رئیس جدید، رسماً دو فراکسیون سیاسی در مجلس خبرگان رهبری اعلام موجودیت کردند؛ یکی متمایل به نامزد پیروز و دیگری نزدیک به نامزد رای‌نیاورده.
همچنین محمد مؤمن با ۳۷ رای و محمود هاشمی شاهرودی با ۳۳ رای نایب رئیس مجلس شد.

### انتخابات هیئت رئیسهٔ خبرگان رهبری (۱۳۸۷)
در نشست ۲۰ اسفند ۱۳۸۷ خبرگان هاشمی رفسنجانی برای دو سال دوباره به ریاست خبرگان برگزیده شد. ماند.
برای ریاست محمد یزدی و اکبر هاشمی رفسنجانی نامزد شدند که یزدی ۲۶ رای و هاشمی رفسنجانی ۵۱ رای از ۷۹ رای آوردند. دو رای نیز ممتنع بود.
برای نایب‌رییسی هاشمی شاهرودی با ۶۴ رای نایب‌رئیس نخست شد و یزدی با ۵۶ رای نایب‌رئیس دوم شد. آیت‌الله نمازی نیز ۲۸ رای آورد.

### انتخابات هیئت رئیسهٔ خبرگان رهبری (۱۳۸۹)
در اجلاس ۱۷ اسفند ۱۳۸۹ و پس از حوادث انتخابات ریاست‌جمهوری دهم، محمدرضا مهدوی کنی برای دو سال به ریاست خبرگان انتخاب شد.
در این انتخابات هاشمی رفسنجانی به نفع مهدوی کنی کنار رفت و وی که تنها نامزد بود با ۸۳ رای رئیس جدید خبرگان شد.

### انتخابات هیئت رئیسهٔ خبرگان رهبری (۱۳۹۱)
در انتخابات ۱۵ اسفند ۱۳۹۱ بار دیگر مهدوی کنی برای دو سال به ریاست خبرگان انتخاب شد.
پس از رأی گیری از مجموع ۷۰ رأی مهدوی کنی با ۶۴ رای دو سال دیگر رئیس خبرگان شد.
همچنین دوباره هاشمی شاهرودی نایب‌رئیس اول و آیت‌الله یزدی نایب رئیس دوم شد.
دری نجف‌آبادی و سید احمد خاتمی به عنوان منشی رئیسی و حسینی بوشهری به عنوان کارپردازهای مجلس خبرگان رهبری انتخاب شدند.
وی در مهر ۱۳۹۳ درگذشت و تا انتخابات بعدی هاشمی شاهرودی نایب‌رئیس اول جانشین موقت وی شد.

### انتخابات هیئت رئیسهٔ خبرگان رهبری (۱۳۹۳)
در پی درگذشت آیت‌الله مهدوی کنی در سال ۱۳۹۳، در نشست خبرگان در تاریخ ۱۹ اسفند ۱۳۹۳ محمد یزدی جانشین وی شد.
این انتخابات در دور برگزار شد. محمد مؤمن و اکبر هاشمی رفسنجانی و محمد یزدی برای ریاست نامزد شده‌بودند، سید محمود هاشمی شاهرودی به دلیل تعداد زیاد نامزدان انصراف داده‌بود.
این نخستین باری بود که انتخابات هیئت رئیسه به دور دوم کشیده شد.
| نامزد                                                         | دور نخست | دور نخست | دور دوم | دور دوم |
| ------------------------------------------------------------- | -------- | -------- | ------- | ------- |
| نامزد                                                         | رأی      | ٪        | رأی     | ٪       |
| محمد یزدی                                                     | ۳۵       | ۴۸٪      | ۴۷      | ۶۶٪     |
| اکبر هاشمی رفسنجانی                                           | ۲۵       | ۳۴٪      | ۲۴      | ۳۴٪     |
| محمد مؤمن                                                     | ۱۳       | ۱۸٪      |         |         |
|                                                               |          |          |         |         |
| مجموع                                                         | ۷۳       | ۱۰۰٪     | ۷۳      | ۱۰۰٪    |
|                                                               |          |          |         |         |
| رای‌های گرفته/درصد مشارکت                                      | ۷۳       | ۹۱٪      | ۷۳      | ۹۱٪     |
| رای‌های باطله                                                  | ۰        | ۰٪       | ۲       | ۳٪      |
| رای‌های درست                                                   | ۷۳       | ۱۰۰٪     | ۷۱      | ۹۷٪     |
| تعداد خبرگان واجد/درصد کرسی‌های فعال                           | ۸۰       | ۹۳٪      | ۸۰      | ۹۳٪     |
| منبع: از ۸۶ خبره ۶ کرسی به دلیل درگذشت خبرگان بدون متصدی بود. |          |          |         |         |

## پی‌نوشت و منبع
1. ↑  اعضای هیئت رئیسه مجلس خبرگان مشخص شدند انتخاب
2. ↑  هیئت رئیسه مجلس خبرگان رهبری انتخاب شد مهر نیوز، ۱۵ اسفند ۱۳۹۱
3. ↑  هیئت رئیسه مجلس خبرگان رهبری انتخاب شدند ایرنا، ۲۱ اسفند ۱۳۸۷
4. ↑  «دوران رجحان سیاست بر فقاهت/چگونه هاشمی به ریاست مجلس خبرگان رسید». دانا. ۱۵ اسفند ۱۳۹۳.
5. ↑  «با صدور بیانیه پایانی؛ اجلاس دو روزه مجلس خبرگان به پایان رسید (ایسنا)». مجلس خبرگان رهبری. ۲۹ اسفند ۱۳۸۷. بایگانی‌شده از اصلی در ۳۱ مارس ۲۰۱۵. دریافت‌شده در ۱۱ مارس ۲۰۱۵.
6. ↑  «آیت الله هاشمی رفسنجانی در اسفند ماه 1387 علی‌رغم مخالفت رئیس جمهور وقت و حلقه «محمدتقی مصباح یزدی، احمد جنتی و محمد یزدی»، با اکثریت آراء رئیس مجلس خبرگان رهبری شد». پایگاه اطلاع‌رسانی آیت‌الله هاشمی رفسنجانی. ۳ اسفند ۱۳۹۳. بایگانی‌شده از اصلی در ۱۸ اکتبر ۲۰۱۷. دریافت‌شده در ۱۹ اکتبر ۲۰۱۹.
7. ↑  «یک صندلی و دو هاشمی». ایسنا. ۱۸ اسفند ۱۳۹۳.
8. ↑  «هیئت رئیسه مجلس خبرگان رهبری انتخاب شد». خبرگزاری مهر. ۱۵ اسفند ۱۳۹۱.
9. ↑  «آیت الله یزدی رئیس مجلس خبرگان شد/ برگزاری انتخابات در دو مرحله/ هاشمی رفسنجانی هم کاندیدا بود». عصر ایران. ۱۹ اسفند ۱۳۹۳.
10. ↑  «آیت‌الله محمد یزدی رئیس مجلس خبرگان رهبری شد/ یزدی ۴۷ رای؛ هاشمی رفسنجانی ۲۴ رای+جدول آرا». جهان. ۱۹ اسفند ۱۳۹۳.